# いとうあいこ
いとう あいこ（本名：伊藤 愛子（読み同じ）、1980年10月24日 - ）は、日本の元女優。神奈川県横浜市出身。スターダストプロモーションに所属していた。既婚。結婚後の本名については非公開。

## 略歴
- 1999年、大塚製薬ファイブミニのCMで初デビュー。
- 2000年、雑誌『CanCam』9月号にカットモデルとして初登場。
- 2002年、朝比奈えり、大沢舞子、肘井美佳、福岡サヤカらとビジュアルユニット「Chao」として活動。
- 同年、朝比奈えり、西角茉美、肘井美佳、福岡サヤカ、宮崎瑠依らとアイドルユニット「D★shues」としてCDをリリース。
- 2003年、『爆竜戦隊アバレンジャー』に樹（いつき）らんる / アバレイエロー役で出演[1]。
- 2005年、『3か月トピック英会話』（NHK教育）「ハートで感じる英文法」の生徒役、翌年の「会話編」にも同役で出演。
- 2006年、『ラブサイコ 狂惑のホラー「最高の彼氏」』で劇場用映画に初主演。
- 同年、愛の劇場『スイーツドリーム』（TBS系）で主役・佐野史織を演じる。
- 2008年、フジテレビ系昼の連続ドラマ『愛讐のロメラ』（東海テレビ制作）で主役・七瀬珠希を演じる。
- 2009年、フジテレビ系『ほんとにあった怖い話』の「憑く男」で上地雄輔と2度目の共演を果たす。2008年秋に放送された同系列『セレブと貧乏太郎』以来、約8か月ぶりであった。なお、上地とは実家が隣同士である[2]。
- 2010年3月17日、公式ホームページで2月10日に1歳年上の建設会社役員の男性と入籍したことを発表。交際期間が4か月というスピード婚だった。
- 2010年11月限りで所属事務所を退社し、芸能界を引退。オフィシャルサイトも同年の12月27日付けで閉鎖した[3]。
- 2012年、山口県岩国市にある岩国美術館の音声ガイドのナレーションに起用される[4]。
- 2023年、『爆竜戦隊アバレンジャー 20th 許されざるアバレ』で一時復帰を果たす。

## 人物
- スリーサイズはB：83 W：56 H：85
- 神奈川県横浜市で生まれ育つが、後に横須賀市へ転居する。
- 神奈川県立逗子高等学校、関東学院女子短期大学家政科生活文化専攻卒業。印刷媒体を経て短大在学中に本格的にデビューする。
- 趣味はテニス。好きなものは火[5]。

## 作品

### CD
- ベラカミ（2002年12月4日、UPCH-5151） - D★shuesとして
- もっと!もっと!!ABAREN HEART（2003年7月30日、COCX-32305） - 『爆竜戦隊アバレンジャー』キャラクターソングアルバム
- 爆竜戦隊アバレンジャー「ダイノアーススペシャル!伝説の腕輪と五つのアバレスピリッツ」 - アバレイエロー・樹らんるとして
- 遺書（2005年2月23日、VFCD-11012） - 『GO!GO!HEAVEN!』自決少女隊として

### イメージビデオ
- Torenia（2002年11月、キングレコード）
- Kiss★Kiss★Kiss 〜デビュー記念の慰安旅行〜（2002年12月、ユニバーサルJ） - D★shuesとして
- Don't Stop Me Now!（2004年1月、ぶんか社）

## 出演

### テレビドラマ

#### 連続ドラマ
- 爆竜戦隊アバレンジャー（2003年2月16日 - 2004年2月8日、テレビ朝日） - 樹らんる / アバレイエロー 役
- GO!GO!HEAVEN!（2005年1月9日 - 3月27日、テレビ東京） - アヤ（澤村文） 役
- ディビジョン1 ステージ14「1242kHz こちらニッポン放送」（2005年6月22日 - 7月2日、フジテレビ） - 相田今日子 役
- 貞操問答（2005年10月17日 - 12月16日、TBS） - 前川路子 役
- 愛の劇場 「スイーツドリーム」（2006年9月4日 - 10月27日、TBS） - 主演・佐野史織 役
- 愛讐のロメラ（2008年9月29日 - 12月26日、東海テレビ） - 主演・加賀見（七瀬）珠希 役
- セレブと貧乏太郎（2008年10月14日 - 12月23日、フジテレビ） - 佐藤優希 役
- 借王〈シャッキング〉-銭の達人-（2009年10月10日 - 11月27日、WOWOW）

#### 単発・ゲスト出演
- 大好き!五つ子3 第24話（2001年8月23日、TBS）
- 樋口一葉物語（2004年11月1日、TBS）
- 劇団演技者。 第10回公演（2005年5月25日 - 6月15日、フジテレビ） - ヒロイン・ユキ子 役
- 30minutes鬼 #7「スペシャルゲスト」（2005年8月19日、テレビ東京） - 作家・いとうあいこ 役
- 名探偵赤冨士鷹 第一夜「ABC殺人事件」（2005年12月29日、NHK総合） - 真鍋百合子 役
- A story with MURANO story-2「IMAJINE」（2006年2月11日、BSフジ） - 紬 役
- 特命!刑事どん亀 第9話（2006年6月5日、TBS） - 水原あみ 役
- 恋のから騒ぎドラマスペシャルIII「元ヤンの女」（2006年9月26日、日本テレビ） - 派遣社員・池田 役
- 月曜ゴールデン『どケチ弁護士・山田播磨の温泉事件記』（2006年11月13日、TBS） - 倉本安寿子 役
- 恋する日曜日 ニュータイプ 第9話（2006年12月2日、BS-i） - 橋口ミキ 役
- ウルトラマンメビウス 第43・44話（2007年2月10日・17日、中部日本放送） - ジングウジ・アヤ 役
- 土曜ワイド劇場（テレビ朝日）
  - 「炎の警備隊長・五十嵐杜夫5」（2007年3月17日） - 二宮しずる 役
  - 「鉄道捜査官8」（2007年9月29日） - 川上英子 役
  - 「温泉若おかみの殺人推理21」（2009年10月24日） - 竹本夏希 役
- 世にも奇妙な物語 春の特別編「フラッシュバック」（2008年4月2日、フジテレビ） - 大石りくこ 役
- 月曜ゴールデン「示談交渉人 甚内たま子裏ファイル6」（2008年5月26日、TBS） - 北村千晶 役
- 藤子・F・不二雄のパラレル・スペース「かわい子くん」（2008年11月21日、WOWOW） - 安藤ユキ 役
- 土曜プレミアム 裁判員制度スペシャルドラマ「サマヨイザクラ」（2009年5月30日、フジテレビ） - 舞村咲（弁護士） 役
- 科捜研の女 第6話（2009年8月13日、テレビ朝日） - 和泉理子 役
- ほんとにあった怖い話（2009年8月25日、フジテレビ） - 石川弘の恋人・はるか 役
- 浅見光彦〜最終章〜 第5話（2009年11月18日、TBS） - 前田由香里 役
- 湯けむりスナイパー お正月スペシャル（2010年1月2日、テレビ東京） - 京子 役
- 神戸新聞の7日間（2010年1月16日、フジテレビ） - 加賀美祥子（三津山の友人で被災死） 役
- エンゼルバンク 第5話（2010年2月18日、テレビ朝日） - 内藤梓 役
- 金曜プレステージ（フジテレビ）
  - 「山村美紗サスペンス 赤い霊柩車25 呪いの絵馬」（2010年4月2日） - 原沢志乃 / 篠原サワ 役
  - 「内田康夫ミステリー・湯布院殺人事件」（2010年11月19日） - 高梨春香 役 ※本作出演を以て引退

### 映画
- 爆竜戦隊アバレンジャー DELUXE アバレサマーはキンキン中!（2003年8月16日公開、東映） - 樹らんる / アバレイエロー 役
- ラブサイコ 狂惑のホラー「最高の彼氏」（2006年7月15日公開、角川映画） - 主演・加藤美羽 役
- ウルトラマンメビウス&ウルトラ兄弟（2006年9月16日公開、松竹） - ジングウジ・アヤ 役
- 伊賀の乱 拘束（2007年12月1日公開、AMGエンタテインメント） - 妖艶の女忍び・佐和 役
- ハッピーフライト（2008年11月15日公開、東宝） - 宮本理英 役
- 獣電戦隊キョウリュウジャーVSゴーバスターズ 恐竜大決戦! さらば永遠の友よ（2014年1月18日公開、東映） - アバレイエローの声[6]

### オリジナルビデオ
- 『スーパー戦隊シリーズ』 - いずれも、樹（いつき）らんる・アバレイエロー 役
  - 爆竜戦隊アバレンジャースーパービデオ オール爆竜爆笑バトル（2003年、東映ビデオ）
  - 爆竜戦隊アバレンジャーVSハリケンジャー（2004年3月、東映ビデオ）
  - 特捜戦隊デカレンジャーVSアバレンジャー（2005年3月、東映ビデオ）
  - 爆竜戦隊アバレンジャー 20th 許されざるアバレ（2024年3月、東映ビデオ）
- こっくりさん 日本版（2005年8月、クロックワークス） - 主演・百瀬ひふみ 役
- ミナミの帝王ヤング編・金貸し萬田銀次郎（2006年7月、ジーダス） - レンタル

### 舞台
- Kiss me you（2002年、品川六行会ホール）
- ニューヨーク青春物語（2004年、三越劇場 / 新神戸オリエンタル劇場） - Connie 役
- MIKOSHI〜美しい故郷へ〜（2007年2月8日 - 12日、東京グローブ座 / 2月16日、大阪厚生年金会館） - 市川奈津子 役
- LOVE LETTERS 2007（2007年8月9日、PARCO劇場） - Melissa 役
- 座頭市（2007年12月3日 - 16日、新宿コマ劇場 / 12月20日 - 29日、梅田芸術劇場 / 2008年1月4日 - 6日、愛知厚生年金会館） - 旅芸人一座・お奏 役
- STRAYDOG 心は孤独なアトム（2008年3月20日 - 23日、新宿シアターアプル） - ハズミマリ 役
- 東京セレソンデラックス 夕-ゆう-（2008年6月18日 - 7月13日、新宿シアターサンモール / 7月19日 - 27日、心斎橋そごう劇場） - 高橋薫 役
- 東京グローブ座 グリーンフィンガーズ（2009年2月23日 - 3月10日、青山劇場 / 3月20日 - 23日、梅田芸術劇場） - プリムローズ 役
- AGAPE store 江戸の青空〜Keep on shackin'〜（2009年5月24日 - 6月29日、世田谷パブリックシアターほか） - お絹 役

### バラエティ・その他
- Harajukuロンチャーズ（2001年9月 - 2002年9月、BS朝日）
- テレバイダー（2002年4月 - 12月、TOKYO MX）
- 千枚CD（2002年6月 - 9月、フジテレビ）
- やじうまプラス（2002年7月 - 9月、テレビ朝日）
- 南国楽園ショー（2002年8月 - 9月、フジテレビ）
- あしたのG（2002年10月 - 2003年9月、フジテレビ）
- 晴れドキ（2004年4月 - 2005年9月、中部日本放送） - 隔週出演
- 3か月トピック英会話（NHK教育）
  - 「ハートで感じる英文法」（2005年7月 - 9月）
  - 「ハートで感じる英文法 会話編」（2006年1月 - 3月）
- 世界ウルルン滞在記（2006年5月21日、毎日放送）
- 趣味悠々「デジタル一眼レフ風景撮影術入門」（2007年4月 - 5月、NHK教育）
- サラリーマンNEO Season2（2007年4月 - 9月、NHK総合）
- and〜安堵〜（2007年10月 - 2008年3月、TBS） - ナレーション
- サラリーマンNEO Season3（2008年4月 - 9月、NHK総合）
- サラリーマンNEO Season4（2009年4月 - 9月、NHK総合）

### CM
- 大塚製薬「ファイブミニ」剣道篇（1999年）
- NEC「バリュースター」（2000年）
- ライオン「デリートメント」（2000年）
- J-PHONE東海（2000年）
- 永谷園「お茶漬娘募集告知」（2001年）
- エイチ・アイ・エス（2001年）
- EPSON「インターカラー」（2001年）
- ロッテ「Fru Fru」（2002年）
- SSLヘルスケアジャパン「メディキュット」（2002年）
- バンダイ（2003年）
  - 「アバレンジャー変身シリーズ」
  - 「アバレジャケット」
- NTT東日本「キャラクターDENPO!」（2004年）
- 東京メトロ（2005年）
- アサヒ飲料「ドデカミンV」（2005年）
- アクサダイレクト（自動車保険）（2005年 - 2006年）
- 警察庁交通局「新・運転免許制度」 - リーフレット、ポスター
- 日産自動車「モータースポーツ」（2006年） - DVD ナビゲーター
- 花王「緑のケープ」（2006年）
- ワコール「おなかウォーカー」（2007年） - Web配信
- 産業経済新聞社「SANKEI EXPRESS」1month 篇（2007年）
- 日立アプライアンス「暖房エアコン白くまくん」（2007 - 2008年）
- 大和ハウス工業「ダイワハウス 竜宮城篇」（2007年）
- 全日空「夢見るヒコーキ。ANA バースデーケーキ篇」（2007年）
- キャドバリー・ジャパン「クロレッツ 鼻バサミ編」（2009年）

### WEB・動画配信
- リアルシスター 第1・2話（2007年2月1日・15日配信、ミランカ） - 里見珠子 役
- FLOWER SHOP DIARY 第3話 364本のひまわり（2009年11月、レコチョク・music.jp・dwango.jp、ユニバーサルJFilm） - 綾 役
- オーディオブック「クロスロード 〜あの日の約束〜」（携帯サイト 声★キャス） - 波美 役

### PV
- スムルース「冬色ガール」（2004年）
- スムルース「沈黙の花言葉」（2005年）
- DEEN「このまま君だけを奪い去りたい」（2005年）
- Hilcrhyme「春夏秋冬」（2009年9月30日）

### 音声ガイド
- 岩国美術館

### 玩具
- 爆竜戦隊アバレンジャー ダイノブレス -MEMORIAL EDITION-（2024年2月）

## 書籍

### 写真集
- 心ひらいて（2002年11月、フォーブリック、撮影：上野勇）ISBN 978-4894619319
- Don't Stop Me Now!（2003年9月18日、ぶんか社、撮影：根本好伸）ISBN 978-4821125661

### 単行本
- いとうあいこのふんわり京都（2009年3月24日、スターダストピクチャーズ）ISBN 978-4903620497

### その他
- もっときれいに撮る デジタル一眼レフ写真術 新版（2009年9月26日、著：清水哲朗、毎日コミュニケーションズ）[7]